# Museum Kunst der Westküste
Museum Kunst der Westküste (på dansk Museum Vestkystens kunst) ligger i landsbyen Alkersum på den nordfrisiske ø Før i det det vestlige Sydslesvig i Tyskland. Kunstmuseet blev åbnet den 31. juli 2009 og er styret af almennyttige selskab Det Paulsen Legaat. Museet har til formål at formidle og forske i kunst, som har havet og kyst som sit tema.
Udgangspunktet er museumsstifteren prof. h.c. Frederik Paulsens (1909-1997) malerisamling, som fokuserer på malerier fra perioden 1830-1930. Museets samling er overvejende koncentreret omkring malerier i Norge, Danmark, Tyskland og Holland. I stedet for en permanent udstilling bliver udstillingerne i de rummene jævnligt ændret. I samlingen befinder sig værker af blandt andet Edvard Munch, P.S. Krøyer, Christian Krohg, Anna og Michael Ancher, Max Liebermann, Emil Nolde, Max Beckmann, Otto Heinrich Engel, Hans Peter Feddersen, og Eugéne Boudin.
Kunstmuseet arrangerer særudstillinger i samarbejde med nationale og internationale samarbejdspartnere. På museet kan der ses såvel historisk orienteret kunst som nutidskunst.
Det arkitekttegnede bygningskompleks med seks sammenhængende bygninger har et udstillingsareal på i alt 900 m². Andre bestanddele af det samlede anlæg er museumshaven og den nybyggede museumsrestaurant "Grethjens Gasthof". Navnet går tilbage til Margaretha Dorothea Hayen (1824–1910), der på det samme sted drev en kro. Hendes indstilling til ”risikokunst”, gjorde mange år før museets grundlæggelse stedet til opholdssted og samlingspunkt for en række kunstnere, der havde deres virke på Før. 
Museets leder er Ulrike Wolff-Thomsen. Besøgstallet er årlig omkring 40.000 og samlingen rummer cirka 900 værker.

## Galleri
| - Indgangsbygningen - Morten Müller, Norsk kystlandskab med folkeliv, 1857 - P.S. Krøyer, Tre fiskere trækker en båd., 1885 - Piet Mondrian, The Broekzijdse Molen on the Gein, Ca. 1905 - Anna Ancher, Interiør med fire piger, som bærer en torsk |